# Chesapeake Energy Arena
El Chesapeake Energy Arena, conegut anteriorment com a Oklahoma City Arena i Ford Center, és un pavelló localitzat al centre d'Oklahoma City, Oklahoma. Després de tres anys de construcció, va obrir les portes el 8 de juny de 2002. És la seu dels Oklahoma City Thunder de l'NBA.
Destaquen els seus 3.380 seients de club, set suites de partit i 49 suites privades. El Ford Center és propietat de la ciutat. Aquest pavelló és el primer projecte d'un programa de la ciutat per millorar les instal·lacions esportives, d'oci i culturals amb impost sobre la venda de l'1%.
Arquitectònicament, comparteix semblança amb l'estadi Ford Field, situat al centre de Detroit, i que al febrer de 2006 va albergar la Super Bowl XL i a l'1 d'abril de 2007 la WrestleMania 23.
El Ford Center va servir com a seu dels New Orleans Hornets en les temporades 2005-06 (mitjana de 18.716 espectadors en 36 partits) i 2006-07 (17.951 en 35 partits). De manera permanent ho és també dels Oklahoma City Blazers de la Central Hockey League i d'Oklahoma City Yard Dawgz de l'af2, encara que aquests ocasionalment juguen en el Convention Center quan el Ford Center no està disponible. Aquest pavelló és usat també per a concerts, espectacles de lluita lliure professional i gires. El 2007 el torneig masculí de bàsquet de la Big 12 Conference va ser disputat per primera vegada en el Ford Center.
Ja que els New Orleans Hornets van exercir l'opció de jugar els seus partits a casa aquí en la temporada 2006-07, el Ford Center va rebre 200.000 dòlars com a part del contracte d'arrendament.

## Imatges

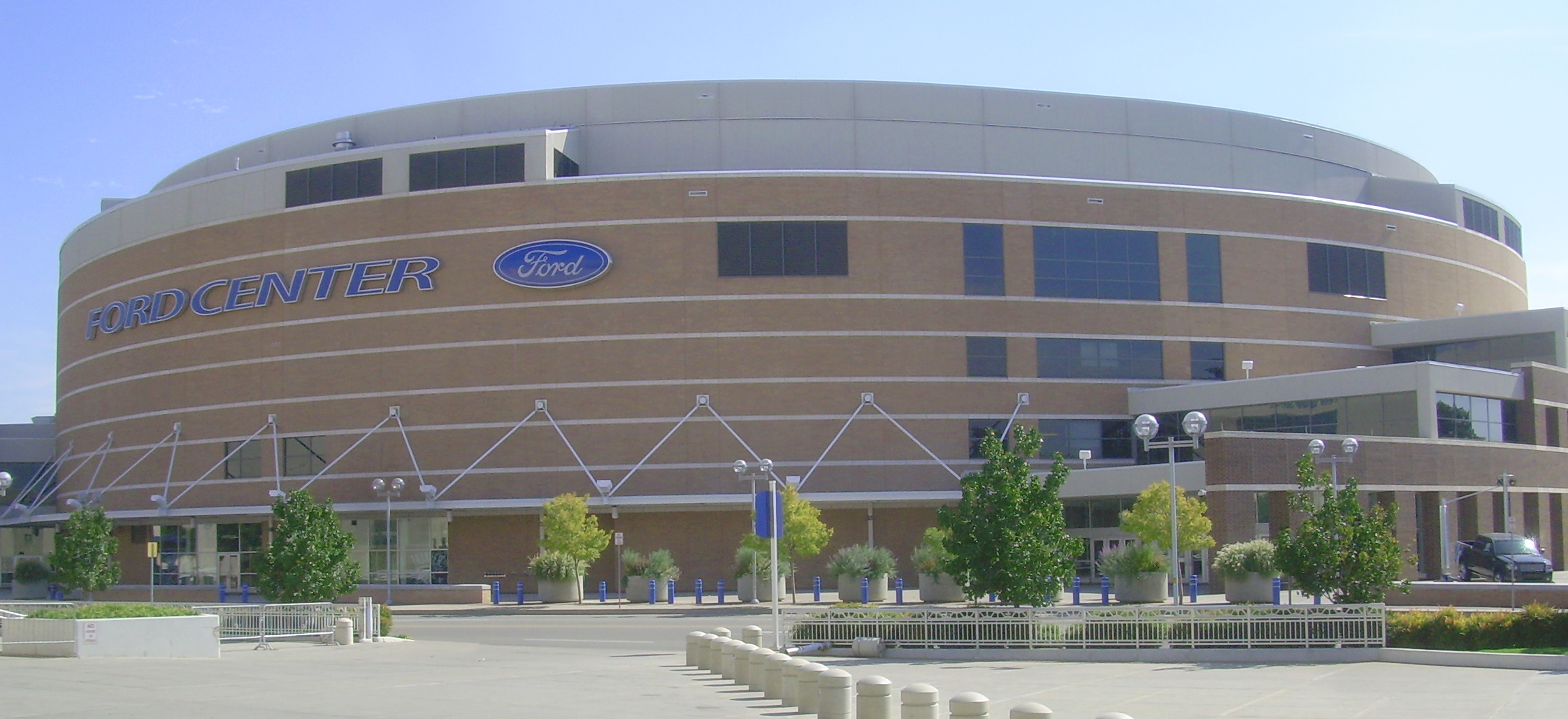
Exterior
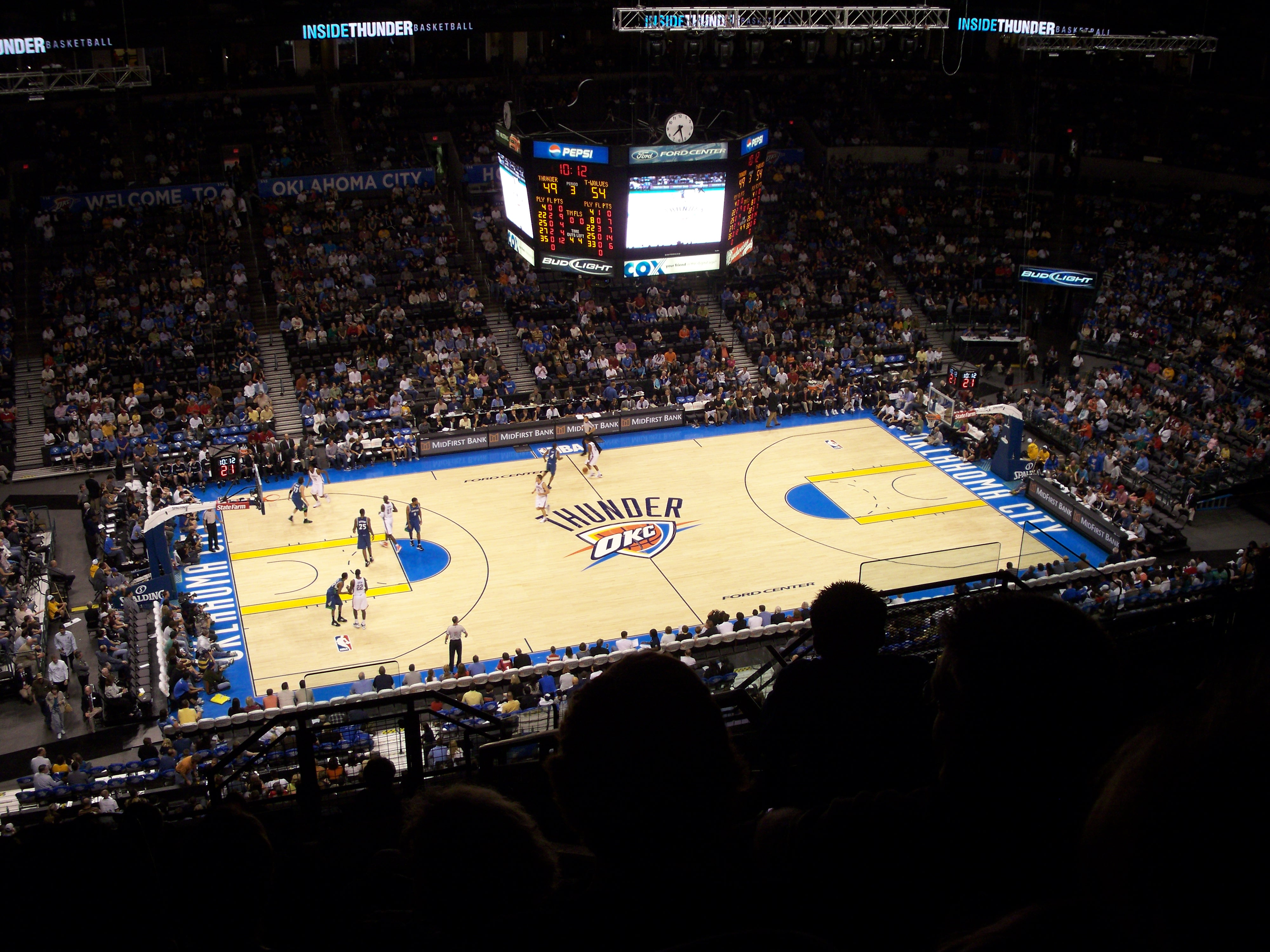
Interior
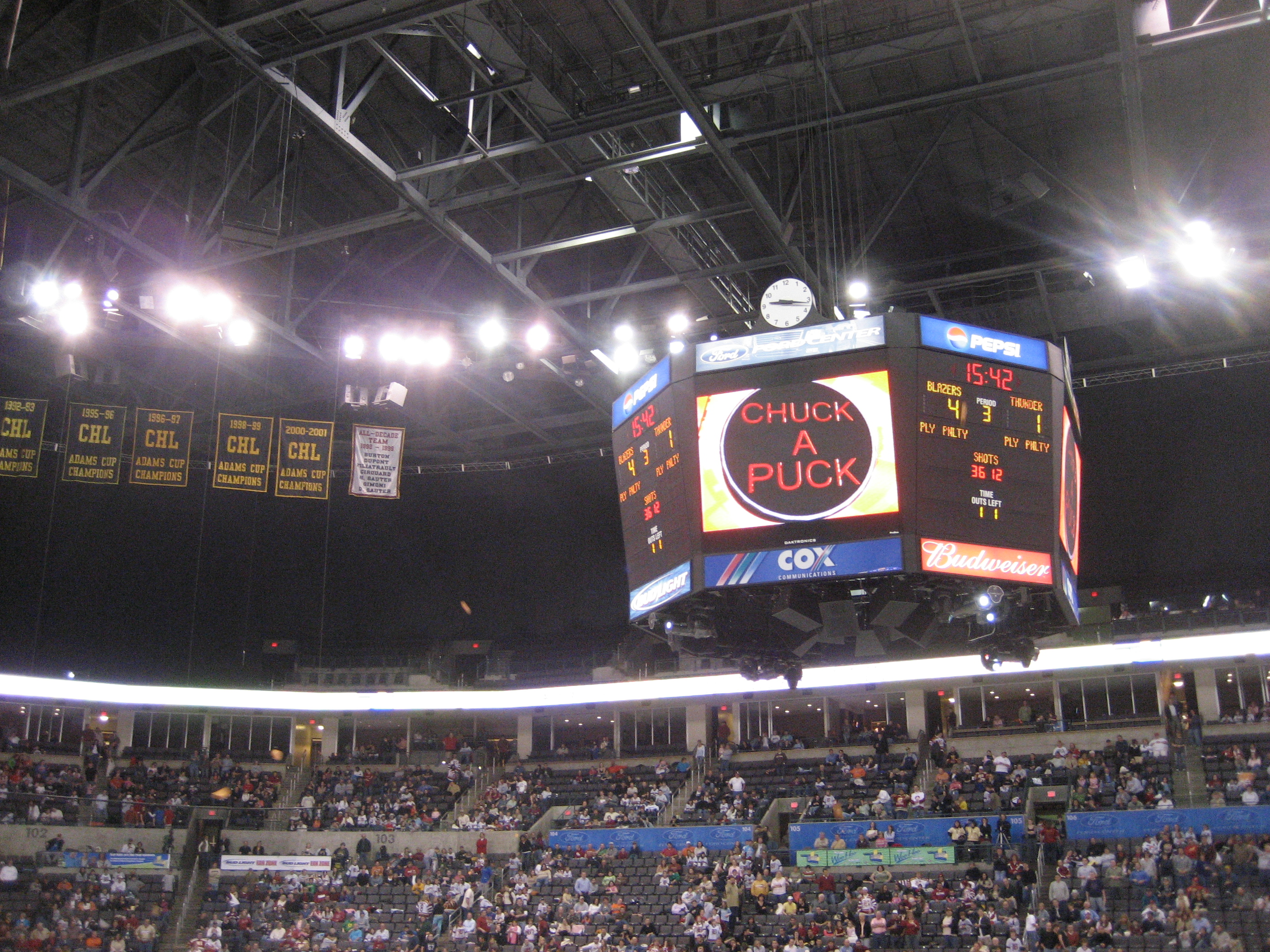
Videomarcador